# فيل بيرغمان
فيل بيرغمان (بالإنجليزية: Phil Bergman)‏ هو لاعب دوري الرغبي نيوزيلندي، ولد في 12 فبراير 1971 في نيوزيلندا.